# Cipinang Cempedak
Cipinang Cempedak is een plaats (wijk - kelurahan) in het bestuurlijke gebied Jatinegara (oude naam: Meester Cornelis), Jakarta Timur (Oost-Jakarta) in de provincie Jakarta, Indonesië. De plaats telt 31.768 inwoners (volkstelling 2010).